# Цыденова, Гунсын Аюшеевна
Гунсын Аюшеевна Цыденова (май 1909, улус Усть-Орот Забайкальской области — 1994) — государственный деятель Бурят-Монгольской АССР, председатель Президиума Верховного Совета Бурят-Монгольской АССР (апрель 1941 — март 1947). Заслуженный ветеринарный врач Бурятской АССР.

## Биография
До 1929 года работала в личном хозяйстве. В том же году вступила в организованную сельскохозяйственную артель. В 1932 году вступила в ВКП(б).
В 1933 по рекомендации Хоринского райкома ВКП (б) была направлена учиться в Кяхтинскую советско-партийную школу, окончила Троицкосавскую школу советского и партийного строительства (1933—1934). Затем до 1935 работала председателем колхоза «Путь Сталина» (Бурят-Монгольская АССР)
С 1935 до октября 1937 — председатель Ашангинского сомонного Совета (Бурят-Монгольская АССР).
В 1937 году избрана депутатом Верховного Совета СССР и Бурят-Монгольской АССР.
Переведена на партийную работу. До 1938 года работала инструктором Хоринского районного комитета ВКП(б) Бурятии.
В 1938 поступила в Улан-Удэнский сельскохозяйственный техникум, где училась до апреля 1941 года.
12 апреля 1941 года была избрана Председателем Президиума Верховного Совета Бурят-Монгольской АССР и работала на этом посту до 25 марта 1947 года.
После училась в Бурят-Монгольском государственном зооветеринарном институте в Улан-Удэ (1947—1952) (ныне Бурятская государственная сельскохозяйственная академия). После его окончания, до 1953 трудилась в клинике Улан-Удэнского зооветеринарного института.
Председатель колхоза имени Ф. Энгельса (1953—1954, Бурят-Монгольская АССР). Затем до 1958 — старший ветеринарный врач Чесанской машинно-тракторной станции в Бурятии.
В 1958—1960 — заведующая Верхнекодунским ветеринарным участком.
Умерла в 1994 году.

## Награды
- Орден «Знак Почёта»
- медали СССР
- Заслуженный ветеринарный врач Бурятской АССР.

## Память
Решением правительства одной из улиц села Кижинга присвоено имя Г. Цыденовой, установлена мемориальная доска в Улан-Удэ, на доме по проспекту Победы, 10, где она проживала в последние годы жизни.